# Sesto Elio Cato
Sesto Elio Cato (in latino Sextus Aelius Catus; 30 a.C. circa – post 4) è stato un magistrato e militare romano, console dell'Impero romano.
Apparteneva all'antica nobiltà plebea. Ebbe due figlie, una di nome Elia Petina, che andò in sposa al futuro imperatore Claudio (da cui ebbe una figlia, Claudia Antonia), ed una seconda di nome Elia Catella.

## Biografia
Divenne console nel 4 ed ottenne un importante comando in Mesia poco prima, dove conduceva 50.000 Geti a sud del Danubio al termine di una campagna militare in terra dacica occupando alla fine delle operazioni una parte della futura Mesia superiore, la Treballia. Alcuni storici moderni sostengono che il mandato di Elio Cato, come governatore di Macedonia-Mesia, possa essere avvenuto tra il 2-4, meno probabilmente tra l'8-11. Difficile, infatti, credere che simili operazioni possano essere state condotte dopo la disfatta di Varo del 9, a cui seguì certamente una complessiva riorganizzazione di tutto il fronte Reno-danubiano.